# Calm (album)
Calm (đôi khi được cách điệu thành CALM) là album phòng thu thứ tư của ban nhạc Úc 5 Seconds of Summer, phát hành vào ngày 27 tháng 3 năm 2020. Album là một thành công thương mại và nhận được đánh giá tích cực từ các nhà phê bình ca ngợi sự phát triển và trưởng thành về mặt lời bát hát của ban nhạc. Do lỗi vận chuyển, khoảng 15.000 bản album đã được phát hành sớm ở Mỹ, sau đó khiến album lên bảng xếp hạng một tuần trước khi đến ngày phát hành.
Với việc Calm giúp ban nhạc có được vị trí số một liên tiếp lần thứ tư tại quê nhà, 5 Seconds of Summer đã trở thành ban nhạc Úc thứ hai trong lịch sử có bốn album phòng thu đầy đủ đầu tiên của mình ra mắt ở vị trí số một trên bảng xếp hạng album ARIA.

## Bối cảnh
Vào ngày 23 tháng 5 năm 2020, 5 Seconds of Summer đã phát hành đĩa đơn của album,"Easier". Trong một cuộc phỏng vấn với tạp chí Rolling Stone, ban nhạc tuyên bố rằng ca khúc này là "hương vị đầu tiên của album thứ tư của họ". Dễ dàng leo cả bảng xếp hạng tuần và cuối năm của nhiều quốc gia, với vị trí cao nhất ở vị trí thứ 12 tại Úc và thứ 12 trong Top 40 Mainstream của Hoa Kỳ, vào năm 2019, "Easier" được đề cử cho giải thưởng Bài hát của năm của ARIA. Bài hát cũng đã xuất hiện trong danh sách 100 bài hát hay nhất năm 2019 của Tạp chí Billboard ở vị trí thứ 79.
Trong một cuộc phỏng vấn Ryan Seacrest tháng 5 năm 2019, tay trống Ashton Irwin đã nhận xét và giải thích về định hướng âm nhạc của album sắp phát hành là "[ban nhạc] đã phải đồng ý tiếp tục theo đuổi một thứ gì đó tuyệt vời và mới mẻ [...] Đó là lý do tại sao âm thanh đã thay đổi."
Vào ngày 21 tháng 8 năm 2019, ban nhạc đã phát hành ca khúc "Teeth" của album. Ca khúc đã lọt bảng xếp hạng ở một số quốc gia, bao gồm vị trí cao nhất là thứ 15 ở Úc, và số 21 trong Mainstream Top 40 của Hoa Kỳ. Năm 2020, "Teeth" được đề cử cho giải thưởng Bài hát của năm APRA uy tín.

## Đón nhận
| Đánh giá chuyên môn  | Đánh giá chuyên môn |
| Điểm trung bình      | Điểm trung bình     |
| Nguồn                | Đánh giá            |
| -------------------- | ------------------- |
| Metacritic           | 70/100              |
| Nguồn đánh giá       |                     |
| Nguồn                | Đánh giá            |
| AllMusic             | [ 20 ]              |
| auspOp               | [ 21 ]              |
| Clash                | 8/10                |
| The Line of Best Fit | 8/10                |

Tại Metacritic, nơi đưa ra một đánh giá trung bình từ 100 đánh giá từ các ấn phẩm chính thống, Calm nhận được điểm trung bình 70 dựa trên năm đánh giá, cho thấy "những đánh giá chung có lợi". Trang web Album của Năm đánh giá sự đồng thuận quan trọng là 70 trên 100.
Billboard đã ca ngợi album này, gọi đó là "một cuộc khám phá thành công về bảng màu mở rộng của nhóm" và ca ngợi ban nhạc vì khả năng "tổng hợp một cách chuyên nghiệp những ảnh hưởng của họ thành những viên đá quý có cảm giác mới mẻ". Một nhà phê bìnhBillboard độc lập đã gắn nhãn album là "có tư duy vượt ra ngoài khuôn mẫu" và là "dự án phức tạp nhất về âm nhạc của nhóm." Billboard diễn giải: "12 bài hát của album hòa quyện các bản hòa âm hào hùng [...] với nhịp và bassline đập [...] tiếng guitar điện mài [...]."

## Danh sách ca khúc
| Danh sách ca khúc của Calm | Danh sách ca khúc của Calm | Danh sách ca khúc của Calm                                                                                                  | Danh sách ca khúc của Calm | Danh sách ca khúc của Calm |
| STT                        | Nhan đề                    | Sáng tác | Nhà sản xuất               | Thời lượng                 |
| -------------------------- | -------------------------- | --- | -------------------------- | -------------------------- |
| 1.                         | "Red Desert"               | Calum Hood Luke Hemmings Ashton Irwin Michael Clifford Matthew Pauling                                                      | Matthew Pauling            | 3:49                       |
| 2.                         | "No Shame"                 | Hood Hemmings Irwin Clifford Alexandra Tamposi Andrew Wotman Nathan Perez Donna Lewis                                       | Andrew Watt Happy Perez    | 3:10                       |
| 3.                         | "Old Me"                   | Hemmings Irwin Tamposi Wotman William Walsh Louis Bell Brian Lee Andre Proctor                                              | Watt Bell Dre Moon         | 3:04                       |
| 4.                         | "Easier"                   | Charles Puth Jr Ryan Tedder Tamposi Wotman Bell                                                                             | Puth Bell Watt             | 2:37                       |
| 5.                         | "Teeth"                    | Hemmings Irwin Tedder Tamposi Wotman Bell Bernard Sumner Peter Hook Stephen Morris Gillian Gilbert Carl Sturken Evan Rogers | Watt Bell                  | 3:24                       |
| 6.                         | "Wildflower"               | Hood Irwin Clifford Geoff Warburton Oscar Gorres Rami Yacoub [ 27 ]                                                         | Gorres                     | 3:40                       |
| 7.                         | "Best Years"               | Hemmings Tedder Tamposi Wotman Perez                                                                                        | Watt Perez Benny Blanco    | 3:10                       |
| 8.                         | "Not in the Same Way"      | Irwin Hemmings Tamposi Wotman Benjamin Levin Joshua Coleman                                                                 | Watt Blanco                | 3:40                       |
| 9.                         | "Lover of Mine"            | Irwin Hemmings Sierra Deaton Tamposi Wotman Perez [ 28 ]                                                                    | Watt Perez                 | 3:26                       |
| 10.                        | "Thin White Lies"          | Hood Hemmings Irwin Clifford Tamposi Wotman Perez Carter Lang                                                               | Watt Perez                 | 3:02                       |
| 11.                        | "Lonely Heart"             | Hood Hemmings Irwin Clifford Pauling                                                                                        | Pauling                    | 3:24                       |
| 12.                        | "High"                     | Hood Irwin Hemmings Clifford Tamposi Wotman Bell                                                                            | Watt Bell                  | 2:58                       |
| Tổng thời lượng:           | Tổng thời lượng:           | Tổng thời lượng: | Tổng thời lượng:           | 39:30                      |

| PLUS1 bonus track | PLUS1 bonus track | PLUS1 bonus track |
| STT               | Nhan đề           | Thời lượng        |
| ----------------- | ----------------- | ----------------- |
| 13.               | "Kill My Time"    | 3:55              |
| Tổng thời lượng:  | Tổng thời lượng:  | 43:25             |

| Deluxe edition bonus tracks | Deluxe edition bonus tracks      | Deluxe edition bonus tracks |
| STT                         | Nhan đề                          | Thời lượng                  |
| --------------------------- | -------------------------------- | --------------------------- |
| 13.                         | "Easier" (Live from the Vault)   | 3:26                        |
| 14.                         | "Teeth" (Live from the Vault)    | 3:35                        |
| 15.                         | "No Shame" (Live from the Vault) | 3:22                        |
| Tổng thời lượng:            | Tổng thời lượng:                 | 49:53                       |

| Calum picture disc bonus track | Calum picture disc bonus track | Calum picture disc bonus track |
| STT                            | Nhan đề                        | Thời lượng                     |
| ------------------------------ | ------------------------------ | ------------------------------ |
| 13.                            | "Old Me" (Calm Remix)          | 10:21                          |

| Ashton picture disc bonus track | Ashton picture disc bonus track | Ashton picture disc bonus track |
| STT                             | Nhan đề                         | Thời lượng                      |
| ------------------------------- | ------------------------------- | ------------------------------- |
| 13.                             | "Red Desert" (Calm Remix)       | 8:41                            |

| Luke picture disc bonus track | Luke picture disc bonus track | Luke picture disc bonus track |
| STT                           | Nhan đề                       | Thời lượng                    |
| ----------------------------- | ----------------------------- | ----------------------------- |
| 13.                           | "Best Years" (Calm Remix)     | 9:18                          |

| Michael picture disc bonus track | Michael picture disc bonus track | Michael picture disc bonus track |
| STT                              | Nhan đề                          | Thời lượng                       |
| -------------------------------- | -------------------------------- | -------------------------------- |
| 13.                              | "Easier" (Calm Remix)            | 8:30                             |

## Bảng xếp hạng
| Bảng xếp hạng (2020)                     | Vị trí cao nhất |
| ---------------------------------------- | --------------- |
| Australian Albums (ARIA)                 | 1               |
| Australian Artist Albums (ARIA)          | 1               |
| Album Áo (Ö3 Austria)                    | 4               |
| Album Bỉ (Ultratop Vlaanderen)           | 7               |
| Album Bỉ (Ultratop Wallonie)             | 38              |
| Album Canada (Billboard)                 | 7               |
| Album Cộng hòa Séc (ČNS IFPI)            | 81              |
| Album Đan Mạch (Hitlisten)               | 22              |
| Album Hà Lan (Album Top 100)             | 5               |
| Estonian Albums (Eesti Tipp-40)          | 4               |
| Album Phần Lan (Suomen virallinen lista) | 23              |
| French Albums (SNEP)                     | 42              |
| Album Đức (Offizielle Top 100)           | 7               |
| Album Hungaria (MAHASZ)                  | 8               |
| Album Ireland (OCC)                      | 4               |
| Italian Albums (FIMI)                    | 25              |
| Japan Hot Albums (Billboard Japan)       | 66              |
| Album Nhật Bản (Oricon)                  | 77              |
| Lithuanian Albums (AGATA)                | 6               |
| Mexican Albums (AMPROFON)                | 2               |
| New Zealand Albums (RMNZ)                | 4               |
| Album Na Uy (VG-lista)                   | 15              |
| Album Ba Lan (ZPAV)                      | 7               |
| Album Bồ Đào Nha (AFP)                   | 4               |
| Album Scotland (OCC)                     | 1               |
| Slovak Albums (ČNS IFPI)                 | 82              |
| Swedish Albums (Sverigetopplistan)       | 26              |
| Album Thụy Sĩ (Schweizer Hitparade)      | 13              |
| Album Anh Quốc (OCC)                     | 1               |
| US Billboard 200                         | 2               |